# دانيال د. فرنانديز
دانيال د. فرنانديز (بالإنجليزية: Daniel Fernandez)‏ هو عسكري أمريكي، ولد في 30 يونيو 1944 في ألباكركي في الولايات المتحدة، وتوفي في 18 فبراير 1966 في Hậu Nghĩa province ‏ في فيتنام.